# Hadena caneosparsata
Hadena caneosparsata là một loài bướm đêm trong họ Noctuidae.